# Clarence D. Van Duzer

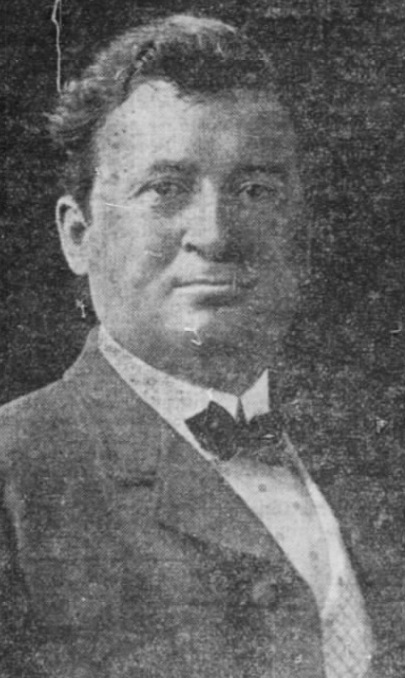
Clarence D. Van Duzer, 1904

Clarence Dunn Van Duzer (* 4. Mai 1864 in Idaho City, Idaho; † 28. September 1947 in Passaic, New Jersey) war ein US-amerikanischer Politiker. Zwischen 1903 und 1907 vertrat er den Bundesstaat Nevada im US-Repräsentantenhaus.

## Frühe Jahre und Aufstieg
Clarence Van Duzer besuchte sowohl öffentliche als auch private Schulen in Nevada und Kalifornien. Danach studierte er an der University of California in Berkeley und bis 1889 an der University of Nevada in Reno. Nach einem anschließenden Jurastudium an der Georgetown University in Washington, D.C. wurde er 1893 als Rechtsanwalt zugelassen.
Zwischen 1892 und 1897 war Van Duzer in Washington für den Staat Nevada als Landverwalter (State Land Agent) tätig. Außerdem war er fünf Jahre lang Privatsekretär des späteren US-Senators und Kongressabgeordneten Francis G. Newlands. Im Jahr 1898 wurde er Bezirksstaatsanwalt im Humboldt County in Nevada. Damals stieg er auch in das Bergbaugeschäft ein.

## Politische Laufbahn
Van Duzer wurde Mitglied der Demokratischen Partei. Zwischen 1900 und 1902 war er Abgeordneter in der Nevada Assembly und deren Präsident. Nach den Kongresswahlen des Jahres 1902 zog er für seine Partei in das US-Repräsentantenhaus ein, wo er am 4. März 1903 den in den Senat wechselnden Francis Newlands ablöste. Nach einer Wiederwahl im Jahr 1904 konnte Van Duzer sein Mandat im Kongress bis zum 3. März 1907 ausüben. Im Jahr 1906 hat er nicht mehr für eine weitere Amtszeit kandidiert.

## Weiterer Lebenslauf
Nach dem Ende seiner Zeit in der Bundeshauptstadt widmete sich Clarence Van Duzer wieder seinen geschäftlichen Interessen und hierbei vor allem dem Bergbau in Nevada. Im Jahr 1922 zog er nach Passaic in New Jersey. Dort engagierte er sich im Zeitungsgeschäft und dort ist er am 28. September 1947 auch verstorben.